# 寺島敬三郎

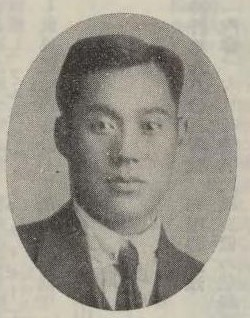
寺島敬三郎

寺島 敬三郎（明治21年（1888年） - 没年不明）は、日本の発明家。
千葉県銚子町出身。明治43年（1910年）に東北医科大学薬学専門部を卒業し、大正元年（1912年）に陸軍に入り、最終的に陸軍一等薬剤官に任ぜられた。大正12年（1923年）に辞して、大阪市技師となり、市立衛生試験場、市立市民病院に勤務した。大正15年（1926年）に合資会社小澤商店に入り無限社員として工場を管理し経営した。昭和商事株式会社の取締役ともなっている。
農芸化学に趣味を有し、特に醸造品の製造法を研究した。

## 特許
- 特許第85800号 醤油類原液の製造方法
- 特許第89157号 水に可溶性蒼鉛化合物の製造方法[注釈 1]
- 特許第95619号 醸造品の腐敗及醗酵防止方法
- 特許第99242号 着色料カラメルの製造法[注釈 2]